# Copidosoma aithyia
Copidosoma aithyia är en stekelart som först beskrevs av Walker 1837.  I den svenska databasen Dyntaxa används istället namnet Copidosoma aythyia. Copidosoma aithyia ingår i släktet Copidosoma och familjen sköldlussteklar. Arten är reproducerande i Sverige. Inga underarter finns listade i Catalogue of Life.